# MMZ (groupe de rap)
Pour les articles homonymes, voir MMZ.
 (juillet 2019).
MMZ ou 2MZ (Mini Mafia Zoo) est un groupe de rap originaire de la cité Tarterêts à Corbeil-Essonnes, composé de Moha et de Lazer. Les deux amis rencontrent un réel succès avec leur premier album, Tout pour le gang, certifié disque d'or en France.
MMZ a un style reconnaissable, à base d'auto-tune, de voix robotiques, de récits introspectifs, et d'envolées sentimentales. Ils font partie de la galaxie PNL.
Le groupe a décidé de se séparer en 2019 avec la sortie de leur album Sayonara. Moha MMZ et Lazer MMZ développent leurs carrière en solo. Moha MMZ a su récupérer son public avec l’album EUPHORIA sorti en 2022 et l’annonce de sa réédition DYSPHORIA et Lazer MMZ avec de nombreux singles et EP.
C’est en mai 2023 que Lazer annonce pour le 9 juin son premier album intitulé Bushido

## Membres
Le groupe est composé de Moha, de son vrai nom Mohamed Lakmale, né le 21 janvier 1998, d’origine marocaine et algérienne.
Mais également Lazer, de son vrai nom Amine Ramani, né le 9 juin 1998, en France, d'origine marocaine. Les anciens membres sont Brams, de son vrai prénom Brahim, né le 1 septembre 1997, d'origine algérienne, Doomams, et Razor.

## Biographie

### Débuts (2012)
Lazer commence le rap à 13 ans, en 2012, avec le titre On débarque en featuring avec Razor et SDZ. Quant à Moha, il a sorti le clip On t'allume, le 6 septembre 2013 avec son grand frère Flasko, sur le projet de BlockStudio (Vol.4). Le 5 décembre 2014, on a pu les voir dans le clip Squad Freestyle, aux côtés du groupe PNL, ainsi que de Jet, Lazeur & Sanders, du groupe F430. Brams, lui, apparaît dans le clip Gwapa, le 27 octobre 2016, en featuring avec le rappeur S-Pion, originaire également de Corbeil-Essonnes. Moha sort deux titres en solo (Valentina, ainsi que Genesis avec Coolax). La MMZ apparaît dans plusieurs clips de PNL, TDA, GDZ et de S-Pion.
On a pu voir MMZ pour la première fois, le 21 mars 2014, avec le clip Met des gifles. Par la suite, en janvier 2015, ils sortent le clip Dans le four, en featuring avec la GDZ (Gangsta Du Zoo) et Mom's. Puis, en mai 2015, sort le clip Ratepi. Mais c'est avec le clip Cocaïna sorti en janvier 2016 que le groupe connait le succès. Le clip Au pied de ma tour, est leur plus gros succès, avec plus de 20 millions de vues. MMZ a connu une forte médiatisation grâce à PNL, groupe issu du même quartier, avec lequel il réalisait des featurings au tout début de leur carrière. Moha a d'ailleurs participé à l'album Le Monde Chico de PNL sur le son Que la mif. La chaîne YouTube de MMZ contient 40 titres, avec plus de 283 millions de vues jusqu'à présent. Leur chaîne compte dorénavant 1,13 million d’abonnés.
MMZ a été, comme d'autres, soutenu par le duo PNL. Ils sont très proches des rappeurs DTF, TDA, F430, S-Pion, Flasko, IGD Gang, GDZ, Houzairou, Ilinas, N'dirty Deh, Bigy et Bené, qui sont aussi dans la famille QLF.

### Tout pour le gang (2016)
Le 4 novembre 2016, ils sortent leur premier album intitulé :Tout pour le gang, qui contient 16 titres, dont deux featurings : Amigo avec Jet de F430 et Quelle vie avec S-Pion.
Le 14 juillet 2017, le projet est certifié disque d'or,.

### N'Da (2017)
Le 10 novembre 2017, ils sortent leur deuxième album intitulé N'Da comprenant 18 titres, contenant lui aussi deux featurings : Frero avec Flasko, qui est le grand frère de Moha, et FMD avec Jet de la F430. L'album est réédité sous le nom Trop N'Da, le 22 juin 2018, avec 7 titres inédits, et est certifié disque d'or à la même date.
Le 28 novembre 2017, ils publient le titre Zoné, qui figure sur la bande originale du film C'est tout pour moi, réalisé par Nawell Madani et Ludovic Colbeau-Justin.
Le 8 avril 2018, sort le titre S Line, qui se retrouve sur la bande originale du film de Franck Gastambide, Taxi 5. Le clip se voit supprimé de la plateforme YouTube, le 11 juin 2018, la marque automobile Audi ne souhaitant pas voir leurs images associées à un clip de rap. Après quelques modifications, la vidéo a été remise en ligne.

### Sayonara (2019)
Le 19 avril 2019, Moha et Lazer sortent leur troisième album, Sayonara. Il compte 17 titres, dont Valar Morghulis ou Peace. <<Sayonara>>, qui signifie au-revoir en japonais, laisse d'ailleurs la possibilité à Moha et Lazer d'exprimer leur amour pour la culture nipponne, qu'on avait déjà pu déceler à travers plusieurs morceaux. En effet, les deux rappeurs ont souvent fait référence aux mangas tels que Dragon Ball Z notamment. La pochette de l'album, elle, présente un cerisier oriental, arbre emblématique de la culture du pays du soleil levant.
Sayonara comptabilise 943 exemplaires vendus en physiques, 235 en téléchargement et 1 709 en streaming, le 26 avril 2019
Il ne contient qu'un seul featuring avec leur ami Jet du groupe F430, qui a vu débuter Moha.

### Carrière solo (depuis 2020)
En 2020, Moha et Lazer décident tous les deux de commencer une carrière en solo, qui selon Moha est un "challenge", un défi à relever. Le 16 juillet 2021, Lazer sort son premier EP intitulé Zéro Pression, comprenant 5 titres. Quant à Moha, il sort son tout premier album, Euphoria, le 21 janvier 2022, comprenant 14 titres, dont deux featurings : Galères en feat. avec Zed, et Vibes en feat. avec RKM du groupe originaire d'Ivry, DTF, et un bonus pour le digital.

## Discographie

### Albums
| Titre                   | Date de sortie    | Label            | France | Belgique (WAL) | Suisse | Certification | Ventes[réf. nécessaire]                      | Ventes première semaine[réf. nécessaire] |
| ----------------------- | ----------------- | ---------------- | ------ | -------------- | ------ | ------------- | -------------------------------------------- | ---------------------------------------- |
| Tout pour le gang       | 4 novembre 2016   | TPLG Records     | 25     | 38             |        | Platine       | 100 000                                      | 5 575                                    |
| N'Da                    | 10 novembre 2017  | TPLG Records     | 10     | 23             |        | Or            | 50 000                                       | 9 895                                    |
| Sayonara                | 19 avril 2019     | TPLG Records     | 20     | 32             | 42     |               | 49 000 (certification incessamment sous peu) | 2 887                                    |
| Euphoria (par Moha MMZ) | 21 janvier 2022   | SPRT ZOO         | 10     | 46             | 51     |               | 45 000                                       | 3 360                                    |
| Bushido (par Lazer MMZ) | 09 Juin 2023      | GHOST PRODUCTION |        |                |        |               | 3 100                                        | 1 294                                    |
| La Plage (par Moha MMZ) | 27 Septembre 2024 | SPRT ZOO         |        |                |        |               | 4 500                                        | 1 561                                    |

### EPs
| Titre                     | Date de sortie  | Label             | Drapeau de la France | Drapeau de la Belgique | Certification | Ventes |
| ------------------------- | --------------- | ----------------- | -------------------- | ---------------------- | ------------- | ------ |
| Trop N'DA                 | 22 juin 2018    | TPLG Records      | —                    | 60                     |               |        |
| Zéro Pression (Lazer MMZ) | 16 juillet 2021 | Jungle Squad Corp | —                    | —                      |               |        |

### Singles
- 2014 : Met des gifles
- 2015 : Ratepi
- 2016 : Valentina
- 2017 : Zoné
- 2018 : Freestyle Tching Tchang
- 2018 : Oh My
- 2018 : S Line
- 2019 : Fusée (feat. Jet) (Moha MMZ)
- 2020 : ParanoÏack (Moha MMZ)
- 2020 : Jungle (Lazer MMZ)
- 2020 : Amore (Lazer MMZ)
- 2020 : CZ 75 (Moha MMZ)
- 2020 : Youwoh (Moha MMZ)
- 2021 : Y R R (Lazer MMZ)
- 2021 : Pourri dans l'âme (Moha MMZ)
- 2021 : Andale (feat. Bramsito) (Moha MMZ)
- 2021 : Mon Bébé (Moha MMZ)
- 2021 : Omerta (Moha MMZ)

### Featurings
- 2012 : On débarque - Lazer feat. Razor et SDZ
- 2013 : On t'allume - Flasko feat. Moha
- 2014 : Squad Freestyle - Ademo, F430, S-Pion, Pti Moha & Ilinas
- 2014 : H24 - F430 feat. MMZ
- 2015 : Dans le four - MMZ feat. GDZ & Mom's
- 2015 : Que la mif - S-Pion, Pti Moha, F430 & Ilinas, sur l'album Le Monde Chico de PNL
- 2016 : Viser la lune, sur l'album Premier combat de Flasko (Moha)
- 2016 : Gwapa - S-Pion feat. Brams
- 2016 : T-MAX - Jet (F430) feat. MMZ
- 2016 : Ça bibi - Jet (F430) feat. MMZ
- 2019 : Puta, sur l'album Thank You God de F430 (Moha)
- 2019 : Tu te rappelles ?, sur l'album Sourou de S-Pion (Moha)
- 2019 : Fusée feat. Jet (F430)
- 2021 :  Andale - Moha MMZ feat. Bramsito
- 2021:  Personne, sur la réédition de l'album Sourou 2 de S-Pion (Moha MMZ)
- 2022: N'DA - Kaneki feat. Moha MMZ

### En tant que groupe
- 2016 : Cocaïna (Tout pour le gang)
- 2016 : Valentina
- 2016 : Genesis (Tout pour le gang)
- 2016 : Au pied de ma tour (Tout pour le gang)
- 2016 : Gacha / Gustavo (Freestyle Plata o Plomo)
- 2016 : Tout pour le gang (Tout pour le gang)
- 2016 : Pandora (Tout pour le gang)
- 2016 : Dans nos têtes (Tout pour le gang)
- 2016 : Loin des étoiles (Tout pour le gang)
- 2017 : Bulma (Tout pour le gang)
- 2017 : Les ténèbres (Tout pour le gang)
- 2017 : Millions (Tout pour le gang)
- 2017 : Ma 6-T j'vends (N'Da)
- 2017 : Ma bulle (N'Da)
- 2017 : Pardon (N'Da)
- 2017 : Orion (N'Da)
- 2017 : N'Da (N'Da)
- 2018 : OFF (N'Da)
- 2018 : S Line (Bande originale Taxi 5)
- 2018 : Babidi (Trop N'Da)
- 2018 : Elle m'a vu (Trop N'Da)
- 2018 : Comme dans un rêve (Trop N'Da)
- 2018 : Zizou (Sayonara)
- 2019 : Valar Morghulis (Sayonara)
- 2019 : Patrona (Sayonara)
- 2019 : Manolo (Sayonara)
- 2019 : Capuché dans le club (Sayonara)

### En solo (Moha)
- 2020 : Paranoïack (Single Moha MMZ)
- 2020 : CZ 75 (Single Moha MMZ)
- 2021 : Mode (Album Euphoria)
- 2021 : Andale (Single Moha MMZ feat. Bramsito)
- 2021 : Mon Bébé (Album Euphoria)
- 2021 : OMERTÀ (Album Euphoria)
- 2022 : CAUCHEMAR (Album Euphoria)
- 2022 : N'DA (Single Moha MMZ feat. Kaneki)

### En solo (Lazer)
- 2020 : Jungle (Single Lazer MMZ)
- 2020 : Amore (Single Lazer MMZ)
- 2021 : Y R R (Single Lazer MMZ)
- 2021 : Akrapovic (EP Zéro Pression)
- 2021 : Tokyo (EP Zéro Pression)
- 2022 : Drogo (EP Zéro Pression)
- 2022 : Rockstar (EP Zéro Pression)
- 2022 :Rooftop (album Bushido)
- 2023 :Mark Landers (album Bushido)
- 2023 :Sergio Thanos (album Bushido)
- 2023 :La plume (album Bushido)
- 2023 :Intro Ragnar (album Bushido)
- 2023 :Batiment (album Bushido)